# Kenny Carr
Kenneth Alan "Kenny" Carr (Washington, D.C., 15 de agosto de 1955) é um ex-basquetebolista estadunidense que conquistou a Medalha de ouro disputada nos XXI Jogos Olímpicos de Verão realizados em 1976 na cidade de Montreal, Canadá.